# Ernst Kaufmann
Ernst (Ernest) Kaufmann, född 9 juni 1895 i Bellikon, död där 20 december 1943, var en schweizisk professionell tävlingscyklist.
Kaufmann vann världsmästerskapet i sprint i Amsterdam 1925 och Grand Prix de Paris 1923 och 1927, första året efter finalsegrar över nederländaren Piet Moeskops. Kaufmann, som var en enormt kraftig cyklist och bekant för sina ovanligt långa spurter, vann sammanlagt 21 schweiziska mästerskapstitlar (landsväg amatörer en gång och professionella två gånger, sprint amatörer fem gånger och professionella 13 gånger).